# سقوط مليلية
سقوط مليلية في سبتمبر 1497 حدث بعد أن استولى الأسطول الأسباني على مدينة مليلية المغربية.

## المعركة
تم التخطيط للغزو بمجرد سقوط غرناطة في 1492. زار القائدان الإسبانيان يزكانو و لورنزو زافرا سواحل شمال أفريقيا لتحديد المواقع المحتملة للغزوات الإسبانية، حيث حُددت مليلية كهدف رئيسي. في معاهدة توردسيلاس عام 1494، سمحت البرتغال لإسبانيا بالسيطرة على مليلية.
أرسل الدوق الإسباني القائد بيدرو إيستوبينيان الذي دخل المدينة دون قتال فعلي في 1497، حيث كانت الصراعات الداخلية في المغرب قد استنفدت جلّ القوات، وأضعفت دفاعاتها. أرسل الحاكم المغربي الوطاسي محمد الشيخ المهدي فيلق من الخيالة لاستعادة السيطرة على المدينة، ولكنهم هزموا من قبل المدافع من السفن الإسبانية.
حاول المغرب في وقت لاحق محاصرة مليلية دون النجاح ما بين سنتي 1694-1696 ومرة أخرى سنة 1774.